# Hope Portocarrero
Pour les articles homonymes, voir Portocarrero.
Hope Portocarrero Somoza Baldocchi, mieux connue sous le nom Hope Somoza ou Madame Somoza, née le 18 juin 1929 à Tampa (États-Unis) et morte le 5 octobre 1991 à Miami (États-Unis) est l'épouse du 60e et 62e président du Nicaragua Anastasio Somoza Debayle et la mère d'Anastasio Somoza Portocarrero : elle est ainsi Première dame du Nicaragua entre le 1er mai 1967 et le 1er mai 1972 puis entre le 1er décembre 1974 et le 17 juillet 1979.

## Biographie

### Origines, enfance et études
Hope Portocarrero Debayle naît à Tampa, dans le comté de Hillsborough (Floride, États-Unis). Elle est la fille du docteur Nestor Portocarrero Gross et de Blanca Debayle Sacasa de Portocarrero. Elle a un frère, qui s'appelle aussi Nestor.
Elle a des ancêtres espagnols, anglais et allemands. Son grand-père est le docteur Luis Henri Debayle Pallais, ami du poète Rubén Darío ; il était marié avec Casimira Sacasa Sacasa. Son arrière-grand-père est Roberto Sacasa, ancien président du Nicaragua. Sa famille compte parmi les plus riches du pays. Elle parle couramment anglais, italien, espagnol et français et possède une certaine culture artistique.
Après 1943, elle vit essentiellement à l'ambassade nicaraguayenne à Washington, où elle se lie avec sa cousine, Lillian Sevilla-Sacasa (née Somoza). Jeune fille moderne, elle pratique la danse et sort souvent le soir dans la capitale américaine, ce qui lui vaut des réprimandes de sa cousine. Celle-ci est toutefois rassurée lorsqu'elle lui annonce qu'elle va épouser son frère Anastasio Somoza Debayle.
Elle étudie au Barnard College, à New York.

### Mariage
Hope Portocarrero venant d'un milieu privilégié, ce mariage convient bien à son futur beau-père, le président Anastasio Somoza García, même si la proximité familiale fit craindre des problèmes de potentielle consanguinité.
Elle épouse son cousin le 10 décembre 1950, en la cathédrale de Managua. Mgr Jose Antonio Lezcano préside la cérémonie. Plus de 4000 invités sont présents. La réception qui suit est organisée par Anastasio Somoza García dans le luxueux et moderne Palacio de Comunicaciones. 
Le couple part en Amérique du Sud pour sa lune de miel. Ils ont ensemble cinq enfants : Anastasio, Julio, Caroline, Carla et Roberto.

### Première dame
Anastasio Somoza García est assassiné en 1967 et son fils Luis Somoza Debayle, puis des hommes de paille à la solde de Somoza. Anastasio Somoza Debayle devient à son tour président en 1967 et Hope Portocarrero Première dame. Elle incarne un modèle d'élégance et de raffinement dans la haute société nicaraguayenne et participe à diverses missions diplomatiques en compagnie de son mari. Elle accueille ainsi l'ancien président des États-Unis Richard Nixon et l'empereur du Japon Hirohito.
Présidente de la Junta Nacional de Asistencia y Previsión Social (Sécurité sociale nationale), elle crée également un hôpital pour enfants, un centre pour orphelins baptisé « L'espoir » et une clinique pour les femmes nicaraguayennes. Sur le plan culturel, elle décide la construction du Teatro Nacional Rubén Darío (es) (le Théâtre national du Nicaragua), du Centre culturel national, des Archives générales de la bibliothèque nationale, du Conservatoire national de musique, de l'École nationale des Beaux-Arts, du musée national et de la galerie Plurar. Le gala d'ouverture du théâtre national, nommé en l'honneur du poète Rubén Darío est l'apogée de son action de Première dame, tant la soirée déborde de fastes.
Elle s'éloigne pourtant progressivement de son mari. Elle vit de plus en plus souvent à Londres, où elle traite souvent à distance les affaires relatives à ses engagements nationaux. Cependant, elle participe à certaines réunions occasionnelles à Managua, notamment pour la réalisation dont elle est la plus fière, l'hôpital pour enfants. Pour rendre hommage à son action, son portrait figure sur un timbre. Des rumeurs circulaient sur le fait qu'elle disposait d'une importante fortune dont elle pouvait user pour ses menus plaisirs. Il est toutefois clair qu'elle acquiert de considérables biens immobiliers à Miami, investissant déjà dans un avenir post-Nicaragua. Elle est ainsi une cliente régulières des meilleurs magasins de chaussures de cette ville de Floride.

### Rupture, remariage et fin de vie
Amoureuse de son époux, elle dépensait cependant beaucoup d'énergie à essayer de le transformer en homme du monde. « Elle voulait faire quelque chose d'Anastasio qui n'était pas lui », déclare ainsi un ami du couple. « Elle voulait l'intégrer dans la société de Newport, lui faire manger du caviar et de boire du champagne et était attentive à son langage et ses manières ».
En réaction, ce dernier, excédé, démarre une liaison avec une très jeune femme, Dinorah Sampson.
À la fin des années 1970, le couple se brouille et Hope Portocarrero déménage définitivement à Londres. Elle se remarie ensuite avec Archie Baldocchi, un riche salvadorien d'origine italienne. Celui-ci a déjà un fils d'un précédent mariage, Archie Baldocchi Dueñas. 
Elle meurt d'un cancer à Miami, le 5 octobre 1991.

## Sources
- (en) Cet article est partiellement ou en totalité issu de l’article de Wikipédia en anglais intitulé « Hope Portocarrero » (voir la liste des auteurs).